# Pallacanestro Virtus Roma 1997-1998
Formazione della Pallacanestro Virtus Roma 1997-1998.
1997-98
| 5  | Italia (bandiera)              | Emiliano Busca      |
| 6  | Italia (bandiera)              | Walter Magnifico    |
| 7  | Italia (bandiera)              | Tommaso Plateo      |
| 8  | Italia (bandiera)              | Alessandro Tonolli  |
| 9  | Italia (bandiera)              | Mario Boni          |
| 10 | Serbia e Montenegro (bandiera) | Saša Obradović      |
| 11 | Italia (bandiera)              | Fabrizio Ambrassa   |
| 12 | Stati Uniti (bandiera)         | Bill Edwards        |
| 13 | Italia (bandiera)              | Davide Pessina      |
| 14 | Italia (bandiera)              | Flavio Carera       |
| 15 | Italia (bandiera)              | Paolo Calbini       |
|    | Italia (bandiera)              | Saverio Coltellacci |
|    | Danimarca (bandiera)           | Claus Hansen        |
|    | Stati Uniti (bandiera)         | Gaylon Nickerson    |

- Allenatore: Attilio Caja
- Presidente: Giorgio Corbelli